# 이이다 히로시
이이다 히로시(일본어: 飯田浩志, 1976년 11월 6일 ~ )는 일본의 성우이다.

## 출연 작품

### TV 애니메이션
2003년
- 마법사에게 소중한 것(케라)
- E'S OTHERWISE(맥심 페라)

2006년
- 유리 함대(헥터)

2008년
- 광란가족일기(코우챠)